# LaSal
LaSal. Edicions de les dones fue una editorial catalana que nació en el Raval de Barcelona en 1978 y que sobrevivió hasta 1990 publicando un centenar de libros en catalán y castellano. Está considerada la primera editorial feminista creada en España. 
Fue fundada por Mari Chordà, Mariló Fernández, Isabel Martínez y Isabel Monteagudo. Más tarde se sumaron Maria Bauçà, Mireia Bofill, María José Quevedo, Carmen Casas, Montserrat Abelló, Mercè Fernández, Isabel Segura, Goya Vivas y Eugenia Curto, además de Sat Sabaté y Montse Solà, involucrando a muchas otras mujeres en el transcurso del tiempo. La editorial publicó libros tanto en catalán como en castellano . Es considerada la primera editorial feminista del España, sumándose así a la Biblioteca Popular de la Mujer, fundada en 1909 por Francesca Bonnemaison y considerada la primera biblioteca de Europa dirigida a las mujeres.

## Antecedentes
En el mismo barrio de LaSal se habían vivido experiencias como la de Teresa Claramunt, Amalia Domingo Soler y Ángeles López de Ayala, que en 1889 habían fundado la Societat Autònoma de Dones de Barcelona, que más tarde se convertiría en la Societat Progressiva Femenina, para formar a las trabajadoras y también habían estado el grupo de Las Malthusianas del Grupo Salud y Fuerza que tenía su sede en la calle de la Junta de Comerç hacia el año 1908. Entre los objetivos de las creadoras de LaSal estaba el recuperar la historia de estas feministas y generar un espacio internacional de encuentro.

## Café y espacio feminista
El café y espacio de reuniones laSal lo fundaron María José Quevedo, Sat Sabater, Montse Solà, Carme Cases y Mari Chordà. Abrió sus puertas el 6 de julio de 1977 como un espacio de mujeres y para mujeres aunque también podían ir hombres. Pintado de violeta, con las luces cubiertas de ensambladura blanca, y donde se servían algunas sencillas comidas caseras, quería ser un lugar de encuentro, de discusión y de intercambios de informaciones, donde y desde donde las mujeres se pudieran organizar. Un espacio donde “una se lía a hablar cono otra y descubre que sus problemas sueño comunes, lo mismo que muchas de sus aspiraciones y pensamientos” (Ana Lorenzo).
Como recuerda una contertuliana, "Cubrió la necesidad imperiosa que teníamos las mujeres de encontrarnos, de disponer de un espacio propio abierto en la calle. Nos dio la posibilidad de toda clase de expresión y de crear plataformas de acción para conquistar una identidad individual y colectiva. Fue un espacio de disfrute, con todo el potencial revolucionario que tiene el placer ".
El local contaba con dos pequeñas salas anexas: en una se creó una biblioteca, que creció muy rápidamente -en parte porque las propinas se invertían en libros- y la otra, funcionaba como sala de reuniones. En laSal se reunían, por ejemplo, las mujeres de la Coordinadora feminista para preparar la publicación de Mujeres en lucha . Se organizaron y se dio cabida a muchas actividades. Como se recuerda en una crónica de su primer aniversario: "Desde su apertura ha sido el escenario de seminarios, grupos de trabajo, lanzamientos de campañas, presentaciones de libros, etc. Y es también un poco consulta jurídica, biblioteca, bolsa de trabajo, direcciones útiles y todo lo que nos facilite nuestra existencia como mujeres ". Se celebraron algunos actos multitudinarios, que permanecen en la memoria de muchas mujeres, tales como la presentación del libro Nuestros Cuerpos, nuestras vidas y también la del libro de Antonina Rodrigo, Las olvidadas, que contó con la presencia de Federica Montseny en su primera visita después del exilio .
El café-bar laSal, que funcionaba como espacio autogestionado, fue un proyecto corto: a los pocos años se cerró a causa de los problemas económicos. Pero dejó muchas huellas y proyectos abiertos. Uno de ellos, que funcionó hasta el 1990, fue el proyecto editorial con el mismo nombre: laSal. Ediciones de las mujeres.

## Editorial
La editorial nació en torno a la idea de la publicación de la Agenda de la mujer, y salió a la calle el Día del libro del 1978 con las dos primeras publicaciones: La bolchevique enamorada, de Aleksandra Kolontái y Cuaderno del cuerpo y el agua, de Mari Chordà y Montse Clavé . Enseguida comenzaron una colección de narrativa, una de poesía y una de ensayo . Tenían dos intereses, en palabras de sus promotoras: 

Traurem a la llum, a mesura que ens arribi material, els escrits de tantes dones que s’expressen silenciosament, sense possibilitat de ser conegudes i llegides. [També] Volem recuperar escrits d’autores ja conegudes per altres publicacions, però oblidades en la seva creació literària més íntima

 En la colección laSal Poesía se editaron poemarios de Mari Chordà, Rosa Fabregat, Marta Pessarrodona y Montserrat Abelló, entre otras, mientras que la colección laSal Narrativa reunió originales de escritoras contemporáneas y traducciones de autoras extranjeras. De los dieciséis libros publicados en laSal Narrativa cabe destacar Pan de Boda (1979), de Núria Amat; Res no és veritat, Alícia (1986), de Anna Murià; La novela que Marien no terminó (1988), de Carmen Gómez Ojea; y Rebelión de viejas (1989), de Teresa Pàmies, así como las traducciones de Kolontai (La bolchevique enamorada), Christiane Rochefort (La Celina, 1980) y Charlotte Perkins Gilman (El paper de paret groc, 1982, y El país de ellas: una utopía feminista, 1987).
Se publicaron un total de 74 títulos sobre pensamiento y debate feminista, además de textos de creación escritos por mujeres, tanto en catalán como en castellano. Desde laSal, se pusieron en marcha algunas colecciones como Cuadernos inacabados -que continúa actualmente publicando la editorial horas y HORAS de Madrid -, los Manuales de Salud, que proporcionaban a las mujeres información sobre su cuerpo, salud y sexualidad, y que se inauguró con la publicación de Masturbación de Jane Wallace, y Clàssiques catalanes muchos títulos de los cuales han sido fueron reeditados por la Editorial Horsori de Barcelona. Esta última colección dio a conocer, en un momento de recuperación de la literatura catalana, aquellos escritos que otras editoriales olvidaron, los de las mujeres. En la colección se publicaron, por ejemplo, los escritos de Duoda, de Isabel de Villena y de las trobairitz, las cartas a Anna Murià de Mercè Rodoreda, la Antología poética de Clementina Arderiu y narraciones de Caterina Albert, Aurora Bertrana o Maria Teresa Vernet .
Como dice una de las mujeres activistas de la época, "sus publicaciones cambiaron nuestras vidas." 

## Publicaciones
Además de la Agenda de la Mujer anual y los "Manuales de Salud", entre los 74 títulos que la editorial publicó, se encuentran, por ejemplo: 
- Aleksandra Kol·lontai. La bolchevique enamorada (Большая Любовь  ), novela corta de 1927. LaSal, 1978
- Alice Schwarzer. La pequeña diferencia y sus grandes consecuencias (Der kleine Unterschied und seine großen Folgen. Frauen über sich. Beginn einer Befreiung, traducción del ensayo original en alemán (del 1975) al castellano, 1978 o 1979
- Mari Chordà (poesía y cuentos), Montserrat Clavé (il·lustracions). Quadern del cos i l'aigua (bilingüe català i castellà). LaSal, 1978
- Rosa Fabregat. Estelles, poesia. LaSal, 1978 o 1979
- Núria Amat, Pan de Boda, novella. LaSal, 1978 o 1979
- Christiane Rochefort. La Celina (Les stances à Sophie, 1963, novella), traducción de Mari Chordà. LaSal, 1980 ISBN 8485627059
- Mari Chordà Recasens: ... i moltes altres coses (poesía y litografías, edición original 1976). LaSal, 1981
- Joana Bel Oleart: Parèntesi (cuento, o poesía en prosa).   Col·lecció LaSal Narrativa. LaSal, 1987
- Estefania de Requesens. Cartes íntimes d’una dama catalana del s.XVI, Epistolari a la seva mare, la Comtessa de Palamós. Prólogo, transcripción y notas de Maite Guisando , Col·lecció Classiques Catalanes núm. 13-14, LaSal, 1987
- Aurora Bertrana i Salazar: Paradisos oceànics (reproducció facsímil de l'edició del 1930), amb introducció de Maria Aurèlia Capmany. Col·lecció Classiques Catalanes núm. 17, LaSal, 1988
- Duoda, Comtessa de Barcelona i de Septimània: De mare a fill, escrits d’una dona del S. IX (Liber Manualis, a la Biblioteca de Catalunya). Introducción, traducción (del latín) con notes de Mercè Otero i Vidal. Col·lecció Classiques Catalanes núm. 18, LaSal, 1989
- Maria Teresa Vernet i Real. Les algues roges (novela del 1934). Col·lecció Classiques Catalanes, LaSal, 1986; 2a edició, Horsori Editorial, 2006
- etc.